# Mulheres no campo da história da arte

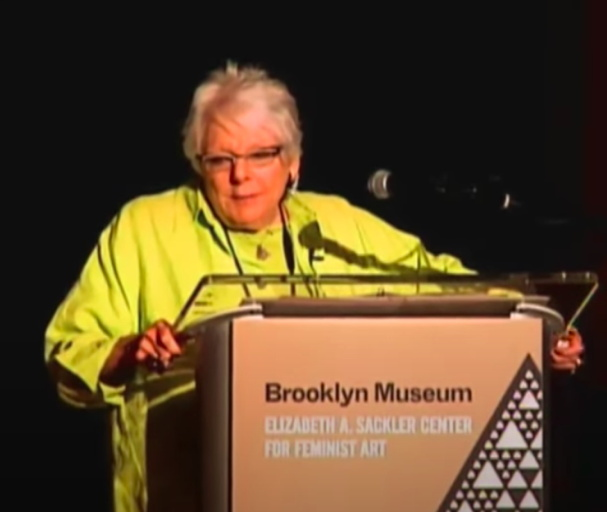
Linda Nochlin, 2012

As mulheres tornaram-se profissionalmente ativas na disciplina acadêmica de história da arte no século XIX e participaram da importante mudança no início do século que começou envolvendo um "assunto visual enfaticamente corpóreo", com Vernon Lee como um exemplo notável. Argumenta-se que no século XX as historiadoras da arte (e curadoras), ao escolherem estudar mulheres artistas, "aumentaram dramaticamente" sua visibilidade. Foi escrito que as mulheres artistas antes de 1974 eram historicamente um de dois grupos; historiadoras da arte e autoras que se dirigem conscientemente ao público do ensino médio por meio da publicação de livros didáticos. A relativa "novidade" desse campo de estudo para as mulheres, aliada à possibilidade de foco interdisciplinar, enfatiza a importância da visibilidade de todas as mulheres globais no campo da história da arte.

## Educação e Emprego
Nos Estados Unidos, o emprego profissional e acadêmico para historiadoras da arte não era, no início da década de 1970, compatível com o número de mulheres doutoras em história da arte. Entre 1960 e 1969, 30,1% dos doutorados foram concedidos a mulheres, mas esses números aumentaram significativamente durante esse período: entre 1960 e 1965, foi de 27%, mas entre 1966 e 1967, subiu para 43,5%. Em 1970-1971, as historiadoras da arte em departamentos de arte nos EUA representavam 23,1% dos instrutores, 21,6% dos professores assistentes, 17,5% dos professores associados e apenas 11,1% dos professores titulares. A comparação com os números dos mesmos anos para mulheres nas línguas, de um estudo feito pela Modern Language Association, mostrou que "mulheres em profissões da C.A.A. College Art Association enfrentaram uma discriminação mais severa do que mulheres em campos de M.L.A.". Tendências semelhantes foram relatadas para salário e emprego em ensino de estúdio ("estatísticas preliminares... indicam que mulheres artistas recebem uma parcela desproporcionalmente pequena de empregos de estúdio em tempo integral") e em museus ("particularmente significativa foi a tendência de contratar mulheres com bacharelado para serem secretárias e homens com bacharelado para programas de trainee que rapidamente os promoveram para posições mais desafiadoras).
A história das mulheres na profissão também sugere que a própria educação artística se beneficiou da presença crescente de historiadoras de arte profissionais, uma vez que as estudantes às vezes achavam necessário "refazer" uma educação na qual apenas um ponto de vista masculino havia sido fornecido. Paula Harper, "uma das primeiras historiadoras de arte a trazer uma perspectiva feminista ao estudo da pintura e da escultura", e Moira Roth compartilharam a mesma experiência de um "treinamento unilateral", de se sentirem excluídas. A discriminação contra "mulheres em departamentos de arte de faculdades e universidades e museus de arte" foi, no início da década de 1970, a causa imediata para a fundação do Women's Caucus for Art.
Em um estudo estatístico sobre o emprego nos EUA entre faculdades de arte publicado em 1977, Sandra Packard observa que "nos departamentos de arte o número de mulheres vem diminuindo desde a década de 1930", e que o número de mulheres em faculdades de arte em institutos de ensino superior "diminuiu de 22% em 1963 para um mínimo de 19,5% em 1974", e cita estatísticas sugerindo que "embora as mulheres estejam concentradas nas categorias mais baixas nas faculdades de arte, elas têm mais doutorados do que seus colegas homens".

## Representação
- O Women's Caucus for Art (WCA), uma representação para historiadoras de arte, artistas e curadoras foi fundado na reunião de 1972 da College Art Association (CAA), mas se restabeleceu como uma organização independente em 1974 depois que a CAA disse que não poderiam mais usar o nome CAA. De acordo com Judith Brodsky, a CAA era, na época, uma organização muito dominada por homens; ela observa, no entanto, em um artigo de 1977, que o Caucus recebe espaço e tempo na conferência anual da CAA e no periódico da CAA, Art Journal[8]. Um prêmio pelo conjunto da obra (Women's Caucus for Art Lifetime Achievement Award) foi instalado em 1979. Os objetivos da organização incluem "fornecer às mulheres oportunidades de liderança e desenvolvimento profissional" e "expandir oportunidades de networking e exposição para mulheres", e para esse propósito publica um boletim informativo, organiza sessões em conferências e administra bancos de dados para "arte e ativismo". Em 2012, a WCA comemorou seu 40º aniversário e publicou um panfleto para a cerimônia anual de premiação que também inclui uma série de ensaios históricos e reflexões dos ex-presidentes.[9]

- O Committee on Women in the Arts (CWA) opera sob os auspícios da College Art Association e defende a bolsa de estudos feminista. A cada ano, o comitê concede um  "Distinguished Feminist Award"[10]

- Em 2019, a jornalista Mona Chalabi concluiu um estudo sobre museus e diversidade nos Estados Unidos, descobrindo que em 18 grandes museus as coleções de arte são representadas por 85% de artistas brancos e 87% de artistas homens[11]. Muitos museus dos Estados Unidos (como a National Portrait Gallery) se comprometeram nos últimos anos a aumentar a diversidade em suas coleções de arte e em contratações. Como resultado, uma nova geração de mulheres historiadoras da arte, muitas das quais também são mulheres de cor, se juntou a instituições importantes[12][13].

## Mulheres Historiadoras Notáveis
| Nome                               | Nacionalidade                | Data de nascimento | Especialização | Profissão |
| ---------------------------------- | ---------------------------- | ------------------ | --- | --- |
| Phyllis Ackerman                   | Norte-americana              | 1893–1977          | Arte persa, Arte da China, Tecido têxtil, Tapeçaria | Co-fundadora do Asia Institute, autora, Design de interiores |
| Leeza Ahmady                       | Afegã - Norte-americana      | 1972               | Central Asian art, Diáspora | Curadora independente e diretora da Asia Contemporary Art Week |
| Maryan Ainsworth                   | Norte-americana              |                    | Pintura do norte da Europa dos séculos XIV, XV e XVI, especialmente em Pintura flamenga (séculos XV e XVI)                                                  | Professora Kress-Beinecke no Centro de Estudos Avançados em Artes Visuais (CASVA) da Galeria Nacional de Arte em Washington, D.C.. Ela também é curadora de pinturas europeias no Museu Metropolitano de Arte, em Nova York. |
| Svetlana Alpers                    | Norte-americana              | 1936               | Pintura do Século de Ouro dos Países Baixos | Historiadora da Arte |
| Mouza Sulaiman Mohamed Al-Wardi    | Omã                          |                    | Prataria de Oman | Diretora do Departamento de Coleção do National Museum (Oman). |
| Amalia Amaki                       | Afro-americana               | 1949               | Arte americana | Artista, Professora de Arte Moderna e Contemporânea na University of Alabama at Tuscaloosa de 2007 a 2012. |
| Clementina Anstruther-Thomson      | Escocesa                     | 1857–1921          | Estética experimental durante a Era vitoriana | Autora, Teórica da arte, Crítica de arte |
| Paola Antonelli                    | Italiana                     | 1963               | Arte moderna, design | Curadora |
| Irina Antonova                     | União Soviética, Rússia      | 1922–2020          | Impressionismo, Arte moderna | Diretora do Museu Pushkin em Moscou de 1961 a 2013. |
| Mildred Archer                     | Inglesa                      | 1911–2005          | Arte dos séculos XVIII e XIX em Índia britânica | Curadora |
| Caroline Arscott                   | Inglesa                      |                    | Arte vitoriana, Arte do século XIX | Historiadora da arte |
| Muqadamma Ashrafi                  | Tajiquistanesa               | 1936–2013          | Artes e pinturas medievais da Ásia Central | Autora, Pesquisadora |
| Dore Ashton                        | Norte-americana              | 1928–2017          | Arte moderna, Arte contemporânea | Escritora, Professora, Crítica de Arte |
| Pamela Askew                       | Norte-americana              | 1925–1997          | Domenico Fetti e Caravaggio | Professora |
| Nurhan Atasoy                      | Turca                        | 1934               | Arte otomana e arquitetura | Historiadora da Arte |
| Erna Auerbach                      | Alemã                        | 1897–1975          | Período Tudor na Inglaterra, Arte feminista | Autora |
| Myrtilla Avery                     | Norte-americana              | 1869–1959          | Arte medieval | Professora na Monuments Men Foundation for the Preservation of Art, ex-presidente do Departamento de Arte da Wellesley College e diretora do Farnsworth Art Museum de 1930 a 1937.                                           |
| Sussan Babaie                      | Iraniana                     | 1954               | Arte persa, Arte islâmica da Idade Moderna | Professora do Instituto Courtauld, historiadora da arte e escritora |
| Barbara Baert                      | Belga                        | 1967               | Medievalista Iconologista | Historiadora da Arte |
| Mieke Bal                          | Holandesa                    | 1946               | Arte moderna, Arte contemporânea | Teoria da Cultura, Videoartista |
| Anna Banti                         | Italiana                     | 1895–1985          | Barroco italiano, Mulheres artistas | Escritora, Historiadora da Arte, Crítica de Arte, Tradutora |
| Luisa Banti                        | Italian                      | 1894–1978          | Etruscan art | Archaeologist, art historian, writer |
| Jeannine Baticle                   | French                       | 1920–2014          | Spanish art | Former Honorary Deputy Director and Chief Curator of the Department of Paintings of the Louvre museum. |
| Ruth Barnes                        | English                      | b. 1956            | Material culture, South and Southeast Asian Textiles | Art historian, curator |
| Leila Cook Barber                  | American                     | 1903–1984          | Renaissance art and Medieval art | Art historian, professor of art history at Vassar College. |
| Wendy Beckett (aka 'Sister Wendy') | English                      | 1930–2018          | Catholic art | Art historian, Catholic nun |
| Ellen Beer                         | Swiss                        | 1926–2004          | Medieval art | Art historian, professor |
| Lottlisa Behling                   | German                       | 1909–1989          | Medieval art | Art historian, professor |
| Mary Berenson                      | American                     | 1864–1945          | Italian Renaissance | Art historian, lecturer |
| Laurence Bertrand Dorléac          | French                       | b. 1957            | Modern and contemporary | Art historian, professor, curator |
| Rosemary Betterton                 | English                      | b. 1951            | Feminism and contemporary art | Art historian, professor, author |
| Margarete Bieber                   | German                       | 1879–1978          | Theatre, sculpture, and clothing of ancient Rome and Greece                                                                                                 | Art historian, professor |
| Erika Billeter                     | German, Swiss                | 1927–2011          | Latino art, contemporary art | Curator, writer, museum director at the Cantonal Museum of Fine Arts. |
| Gertrud Bing                       | German                       | 1892–1964          | Classical tradition | Director of the Warburg Institute |
| Shirley Neilsen Blum               | American                     | b. 1932            | Northern Renaissance art, early Netherlandish art, and modern art.                                                                                          | Art historian, author, gallerist, co-founder of Ferus Gallery, and professor emeritus at the State University of New York, Purchase (1970–1989).                                                                             |
| Phyllis Pray Bober                 | American                     | 1920–2002          | Renaissance art, classical antiquity, culinary history | Author, professor emerita at Bryn Mawr College. |
| Jean Sutherland Boggs              | Canadian                     | b. 1922            | Nineteenth-century French art, Degas | Curator, art historian, and first female director of the National Gallery of Canada |
| Alice Boner                        | Swiss                        | 1889–1981          | Indian symbols in art history | Art historian focused on symbols in Indian art, also an artist |
| Evelina Borea                      | Italian                      | b. 1931            | Italian art history | Author, curator |
| Norma Broude                       | American                     | b. 1941            | Impressionism and feminist art history | Art historian, Author and emerita professor at American University |
| Frances Borzello                   | English                      |                    | Feminist art history including; social history of art, female portraiture, and female nudes.                                                                | Author, scholar, feminist art critic |
| Adelyn Dohme Breeskin              | American                     | 1896–1986          | Mary Cassatt | Curator, museum director, and art historian at Baltimore Museum of Art |
| Anita Brookner                     | English                      | b. 1936            | Jean-Baptiste Greuze, Jacques-Louis David | Author, Slade professor of fine art at Cambridge University, her early work focused on art history and later work was fiction novels                                                                                         |
| Lillian Browse                     | English                      | 1906–2005          | Augustus John, Edgar Degas, James Dickson Innes | Art dealer, art historian |
| Coosje van Bruggen                 | Dutch, American              | 1942–2009          | Dutch avant-garde art | Artist, art historian |
| Palma Bucarelli                    | Italian                      | 1910–1998          | avant-garde art | Director of the Galleria Nazionale d'Arte Moderna (GNAM) from 1942 to 1975, art critic |
| Anneliese Bulling                  | German, American             | 1900–2004          | Sinologist, Chinese art and architecture | Art lecturer, art historian |
| Andrianna Campbell                 | American                     |                    | Nineteenth and twentieth-century American art, Norman Lewis, Abstract Expressionism                                                                         | Art historian, curator |
| Taína Caragol                      | American                     |                    | Latino Art | Curator for Latino Art and History at the National Portrait Gallery, author |
| Teresa Gisbert Carbonell           | Bolivian                     | b. 1926            | Andean art history | Art historian |
| Mary Ann Caws                      | American                     | b. 1933            | Modern Art, contemporary art | Author, literary critic, art historian |
| Whitney Chadwick                   | American                     | b. 1943            | Feminist art critic, contemporary art, modernism, Surrealism, gender and sexuality                                                                          | Author, Professor Emerita at San Francisco State University |
| Cathleen Chaffee                   | American                     |                    | contemporary art | Chief curator at Albright–Knox Art Gallery. |
| Sheng-Ching Chang                  | Taiwanese                    | b. 1963            | Chinese art history and cultural interactions | Professor at Fu Jen Catholic University, journalist, writer |
| Betty Churcher                     | Australian                   | 1931–2015          | | Art historian, first female director of the National Gallery of Australia |
| Lourdes Cirlot                     | Spanish                      | b. 1949            | Spanish and Catalan avant-garde art, 20-century art | |
| Alessandra Comini                  | American                     | b. 1934            | American women artists, Egon Schiele's portraiture | Academic lecturer, writer, a founder of the Women's Caucus for Art |
| Mildred Constantine                | American                     | 1913–2008          | Poster Art, graphic design | Art historian and curator at Museum of Modern Art in the 1950s and 1960s |
| Lynne Cooke                        | Australian                   | b. 1952            | Modern art, contemporary art | Curator |
| Julie Crooks                       | Canadian                     |                    | | Curator, head of the department of Arts of Global Africa and the Diaspora at the Art Gallery of Ontario |
| Anne Crookshank                    | Irish                        | 1927–2016          | Irish painting | Professor emeritus at Trinity College Dublin. |
| Rosemary Crumlin                   | Australian                   | b. 1932            | Indigenous Australian art, religious art | Author, Sister of Mercy |
| Alissandra Cummins                 | Barbadian                    | b. 1958            | Caribbean art | Director of the Barbados Museum & Historical Society; lecturer in Museum and Heritage Studies at the University of the West Indies.                                                                                          |
| Parisa Damandan                    | Iranian                      | b. 1967            | 20th century Iranian photography | Author, historian |
| Mirella Levi D'Ancona              | American, Italian            | 1919–2002          | Symbolism and iconography in art from the Late Middle Ages period to the Renaissance                                                                        | Professor emeritus at Hunter College, author, art historian. |
| Barbara Dawson                     | Irish                        | b. 1957            | Modern art | Director of the Hugh Lane Gallery, author, curator |
| Félicie d'Ayzac                    | French                       | 1801–1881          | Chartres Cathedral | Author, poet, archaeology, one of the first female art historians in France. |
| Cécile Debray                      | French                       | b. 1966            | modern painting, contemporary painting | Director of the Musée de l'Orangerie |
| Élisabeth Décultot                 | French                       | b. 1968            | Germanist, German Enlightenment | Literary scholar |
| Vidya Dehejia                      | Indian                       |                    | Indian and South Asian art | Professor of Indian and South Asian Art at Columbia University. |
| Rocio de la Villa                  | Spanish                      | b. 1959            | Spanish feminist art, contemporary art | Curator, university professor, president of Spanish Society of Aesthetics and Theory of the Arts, a co-founders of Asociación de Mujeres en las Artes Visuales (MAV)                                                         |
| Sirarpie Der Nersessian            | Armenian                     | 1896–1989          | Armenian art, Byzantine art | Professor at Wellesley College, Harvard University, Dumbarton Oaks. |
| Laurence des Cars                  | French                       | b. 1966            | Pre-Raphaelites, English painting | Director of the Louvre Museum; former director of Musée d'Orsay, and Musée de l'Orangerie. |
| Yvonne Deslandres                  | French                       | 1923–1986          | Costume, adornment | |
| Catherine de Zegher                | Belgium                      | b. 1955            | Contemporary art | Curator and art historian |
| Jasleen Dhamija                    | Indian                       | b. 1933            | Indian textile history, Indian craft history | Professor at University of Minnesota and National Institute of Fashion Technology. |
| Elisabeth Dhanens                  | Belgian                      | 1915–2014          | Early Netherlandish painting | Heritage official |
| Anne d'Harnoncourt                 | American                     | 1943–2008          | Marcel Duchamp | Curator and director of the Philadelphia Museum of Art |
| Kamala Dongerkery                  | Indian                       | 1909–1992          | Indian embroidery, Indian jewelry, Indian toys | Social worker, art historian, author, cultural historian |
| Saryu Doshi                        | Indian                       |                    | Indian miniature paintings, Jain art | Founding director of the National Gallery of Modern Art. |
| Layla S. Diba                      | Iranian, American            |                    | 18th/19th-century and contemporary Persian art and the Qajar period                                                                                         | Iranian-American independent scholar and curator. |
| Leah Dickerman                     | American                     |                    | Modern art, Contemporary art | Curator, art historian |
| Emilia Dilke                       | English                      | 1840–1904          | 18th-century French art | Author, art historian, feminist and trade unionist. |
| Elizabeta Dimitrova                | Macedonian                   | b. 1962            | Byzantinist, medievalists | |
| Lydia Durnovo                      | Soviet, Russian              | 1885 –1963         | Russian painting, Armenian miniatures, Armenian frescoes | Staff of the National Gallery of Armenia |
| Sharada Dwivedi                    | Indian                       | 1942–2012          | Indian art and architecture history | Author of Indian and Mumbaiart and architecture history books |
| Shahin Ebrahimzadeh-Pezeshki       | Iranian                      | b. 1958            | Persian traditional costume history, Iranian tribal costume history, tribal textile history, Persian embroidery history and craft                           | Author, curator, department head in a university |
| Ngarino Ellis                      | Māori                        |                    | Māori art history | Associate Professor at University of Auckland, has been the only Māori art historian employed at a New Zealand university. Author.                                                                                           |
| Irene Emery                        | American                     | 1900–1981          | Textile anthropologist | Author, curator of the Textile Museum |
| Joan Evans                         | English                      | 1893–1977          | French and English mediaeval art | Art historian |
| Massumeh Farhad                    | American                     |                    | Islamic, Iranian, Turkish art history | Chief Curator and Curator of Islamic Art at the Freer Gallery of Art and Arthur M. Sackler Gallery at the Smithsonian Institution National Museum of Asian Art.                                                              |
| Constance Jocelyn Ffoulkes         | British                      | 1858–1950          | Italian | Scholar, she participated in the adoption of a modernization of European methods of research. |
| Judith V. Field                    | British                      | b. 1943            | Geometrical art, mathematical art | Scholar, mathematician, research fellow in the Department of History of Art of Birkbeck, University of London |
| Margaret Henderson Floyd           | American                     | 1932–1997          | Boston architecture including Henry Hobson Richardson, and Longfellow, Alden and Harlow.                                                                    | Professor of Architectural History at Tufts University. |
| Marian Lopez Fernandez-Cao         | Spanish                      | b. 1964            | Spanish feminist art, contemporary art, and the works of Sonia Delaunay                                                                                     | University professor and researcher, former president of Asociación de Mujeres en las Artes Visuales (MAV) |
| María Concepción García Gainza     | Spanish                      | b. 1937            | Contemporary art, Spanish Renaissance | |
| Helen Gardner                      | American                     | 1878–1946          | | Author of Art Through the Ages, an art history textbook |
| Mary Garrard                       | American                     | b. 1940            | Italian Baroque art and feminist art history | Art historian, Author, emerita professor at American University |
| Catherine Gonnard                  | French                       | b. 1958            | Women, gender and art | Art historian, journalist, writer, activist |
| Antje von Graevenitz               | German                       | b. 1940            | 20th and 21st-century art | Art historian, art critic |
| Catherine Grenier                  | French                       |                    | Alberto Giacometti | Director of the Giacometti Foundation. |
| Tapati Guha-Thakurta               | Indian                       | b. 1957            | Indian art of the 19th and 20th century | Professor at the Centre for Studies in Social Sciences, Calcutta. |
| Navina Najat Haidar                | Indian, British              |                    | Islamic art | Chief curator of Islamic art at the Metropolitan Museum of Art. |
| Paula Harper                       | American                     | 1930–2012          | Feminist art, Camille Pissarro, contemporary art | Art historian, art critic, art lecturer, author |
| Liesbeth Heenk                     | Dutch                        | b. 1962            | Vincent van Gogh | |
| Hayden Herrera                     | American                     | b. 1940            | Frida Kahlo, Arshile Gorky, Joan Snyder | Art historian, author, foremost scholar on Kahlo. |
| Helen Hills                        | British                      | b 1960             | architecture and gender; female conventual architecture in southern Italy; social class and gender and religious devotion and visual art; the baroque south | Professor, curator, writer |
| Lubaina Himid                      | English                      | b. 1954            | Contemporary art, United Kingdom's Black Art movement | Professor, curator |
| Ursula Hoff                        | German, Australian           | 1909–2005          | Australian art, the works of Rembrandt | Scholar, academic, curator, author, critic, and lecturer. Deputy Director of the National Gallery of Victoria, Melbourne (1968–1973); London Adviser of the Felton Bequest (1975–83).                                        |
| Meike Hoffmann                     | German                       | b. 1962            | Die Brücke art movement, German art history | Provenance researcher, author |
| Stina Högkvist                     | Swedish                      | b. 1972            | | Curator, Director of Collections at National Museum, in Oslo, Norway |
| Candice Hopkins                    | Carcross/Tagish First Nation | b. 1977            | Indigenous art history | Independent curator, writer, and researcher. |
| Michael Ann Holly                  | American                     |                    | Historiography of art history | Art historian |
| Agnès Humbert                      | French                       | 1894–1963          | French art, Louis David, Henri Matisse | Art historian, ethnographer, and a member of the French Resistance during World War II. |
| Heather Igloliorte                 | Inuit                        | b. 1979            | Indigenous art history | |
| Alice Ming Wai Jim                 | Canadian                     |                    | Contemporary Asian art, contemporary Asian Canadian art, remix culture                                                                                      | Professor, art historian, curator |
| Kellie Jones                       | American                     | b. 1959            | African-American art and artists | Professor, curator, MacArthur Fellow |
| Amelia Jones                       | American                     | b. 1961            | Dada, Feminist art, Performance art, Body art | Art historian, art theorist, curator, author, university professor, art critic |
| Deborah Kahn                       | American                     | b. 1953            | European Medieval art and architecture, Canterbury Cathedral                                                                                                | Professor, author |
| Geeta Kapur                        | Indian                       | b. 1943            | Indian contemporary art | |
| Ebba Koch                          | Austrian                     |                    | Indian art history, Mughal-era (architecture, gardens, painting, applied arts), and connecting imperial symbolism.                                          | Professor at the Institute of Art History in Vienna, Austria. |
| Charlotte Klonk                    | German                       |                    | Modern Art, Contemporary Art, Museology | Art historian |
| Stella Kramrisch                   | Austrian                     | 1896–1993          | Indian art of the 20th-century | Professor, curator |
| Rosalind E. Krauss                 | American                     | b. 1941            | 20th-century painting, sculpture and photography | Author, associate editor of Artforum from 1971 to 1974, professor at Columbia University |
| Annette Kuhn                       | English                      | b. 1945            | Feminist film theory, visual culture, cultural memory | Author, researcher, historian |
| Miwon Kwon                         | Korean                       | b.1961             | Contemporary art, site-specific art, land art | |
| Michelle Kuo                       | American                     | b.1977 or 1978     | | Historian, curator of painting and sculpture at the Museum of Modern Art, editor-in-chief of Artforum from 2010 to 2017 |
| Ewa Lajer-Burcharth                | Polish                       |                    | 18th and 19th century European, contemporary art, feminist and critical theory, Jacques-Louis David                                                         | Professor at Harvard University. |
| Lynne Lawner                       | American                     |                    | Renaissance | Author, scholar, historian with an emphasis on iconographical themes, the meaning of art, as well as social customs. |
| Élisabeth Lebovici                 | French                       | b. 1953            | Contemporary art, feminist art, Queer art, Louise Bourgeois, Nancy Spero,                                                                                   | Queer theory scholar, art historian, author, writer |
| Annette Lemieux                    | American                     | b. 1957            | Contemporary art | Professor, artist |
| Amelia Sarah Levetus               | English, Austrian            | 1853–1938          | Modern art | Author, cultural journalist |
| Samella Lewis                      | American                     | b. 1924            | African-American art | Art historian, art critic, and printmaker |
| Lucy Lippard                       | American                     | b. 1937            | Contemporary art | Art critic, curator |
| Marcella Lista                     | French                       |                    | 20th Century art | Chief curator at the Centre Pompidou. |
| Catherine Mason                    | Australian, English          |                    | Computer art, digital art | Art historian |
| Christa C. Mayer Thurman           | German, American             | b. 1934            | Textiles | Curator and chair of the textiles department at the Art Institute of Chicago |
| Jennifer Montagu                   | English                      | b. 1931            | Italian Baroque sculpture | Art historian |
| Doula Mouriki                      | Greek                        | 1934–1991          | Byzantinologist, Historian of Art | Professor |
| Claudia Müller-Ebeling             | German                       | b. 1956            | Healing arts, shamanism | Author |
| Laura Mulvey                       | English                      | b. 1941            | Feminist film theory | feminist film theorist, professor at Birkbeck, University of London |
| Joanna Mytkowska                   | Polish                       | b. 1970            | Contemporary art | Director of the Museum of Modern Art, Warsaw, curator, art critic |
| Mika Natif                         | Israeli                      |                    | Islamic painting: Central Asia, Iran, India, and the Mediterranean                                                                                          | Art historian |
| Linda Nochlin                      | American                     | 1931–2017          | Feminist art history | Art historian |
| Elizabeth Norton                   | English                      |                    | Tudor period, queens of England | Author, specializing in archaeology and anthropology. |
| Nana Oforiatta Ayim                | Ghanaian                     |                    | Pan-African art | Art historian, writer, and filmmaker. |
| Lotte Brand Philip                 | German                       | 1910–1986          | | |
| Michèle Pirazzoli-t'Serstevens     | French                       | 1934–2018          | Chinese objects | |
| Heleni Polichronatou               | Greek                        | b. 1959            | Contemporary public art, land art | |
| Griselda Pollock                   | English, Canadian            | b. 1949            | | |
| Elizabeth Prettejohn               | American                     | b. 1961            | Victorian Art, Pre-Raphaelites | Art historian, Professor, curator, author |
| Nancy Princenthal                  | American                     | b. 1955            | Shirin Neshat, Doris Salcedo, Robert Mangold, Alfredo Jaar, Jackie Ferrara, Joyce Kozloff, Hannah Wilke, Agnes Martin                                       | Artist biographer, writer |
| Dragana Lucija Ratković Aydemir    | Croatian                     | b. 1969            | | Croatian museums |
| Arlene Raven                       | American                     | 1944–2006          | Feminist art history, Feminist art movement in the United States                                                                                            | Art historian, art critic, and founder of the Los Angeles Woman's Building |
| Hilla Rebay                        | German, American             | 1890–1967          | Modern art | Co-founder and first director of the Solomon R. Guggenheim Museum, abstract artist, art collector |
| Günsel Renda                       | Turkish                      |                    | Ottoman art | Professor |
| Trina Robbins                      | American                     | 1938–2024          | History of comics | Artist and writer |
| Barbara Rose                       | American                     | 1936–2020          | | |
| Predefinição:Sort name             | English, American            | 1933–2021          | Feminist art history | Author, professor of art history at Mills College in Oakland, California, and taught at the University of California, San Diego                                                                                              |
| Anda Rottenberg                    | Polish                       | b. 1944            | | |
| Tina Rivers Ryan                   | American                     |                    | New media art, digital art, internet art, NFTs | Curator at the Albright–Knox Art Gallery. |
| Kim Sajet                          | Netherlands                  |                    | | Museum director of the National Portrait Gallery. |
| Bénédicte Savoy                    | French                       | b. 1972            | Modern art, looted art | Professor at Technische Universität Berlin |
| Bente Scavenius                    | Danish                       | b. 1944            | Danish art history | Independent scholar, art critic, and author |
| Véronique Schiltz                  | French                       | 1942–2019          | Scythian art in the first millennium BCE and the first millennium CE                                                                                        | Archaeologist, art historian, and literary translator. |
| Johanna Schopenhauer               | German                       | 1766–1838          | | Artist, author |
| Nada Shabout                       | American                     | b. 1962            | Modern Iraqi art | Art historian |
| Mary Sheriff                       | American                     | 1950–2016          | eighteenth-century art | Art Historian |
| Kaja Silverman                     | American                     | b. 1947            | | Film theorist, art historian |
| Alessandra Silvestri-Levy          | Brazilian                    |                    | Producer and writer | |
| Jenni Sorkin                       | American                     | b. 1977            | American craft history | Author, curator, professor at the University of California, Santa Barbara |
| Anna Spitzmüller                   | Austrian                     | 1903-2001          | | Art historian, curator |
| Barbara Maria Stafford             | American                     | b. 1941            | Developments in imaging arts, optical sciences, and performance technologies                                                                                | Art historian, researcher |
| Nina Howell Starr                  | American                     | 1903–2000          | American roadside attractions, American folk art, Outsider artists                                                                                          | Art historian, photographer, curator, art dealer |
| Kate Steinitz                      | German, American             | 1889–1975          | | Artist, art historian |
| Klara Steinweg                     | German                       | 1903–1972          | Italian Renaissance | Art historian, co-author of the book series Critical and Historical Corpus of Florentine Painting. |
| Kristine Stiles                    | American                     | b. 1947            | | Art historian, curator |
| Margaret Stokes                    | Irish                        | 1832–1900          | | Antiquarian |
| Marilyn Stokstad                   | American                     | 1929–2016          | Medieval and Spanish art | Art historian, professor, author |
| Z. S. Strother                     | American                     |                    | 20th and 21st-century Central and West African art history                                                                                                  | Professor of African Art at Columbia University |
| Deborah Swallow                    | English                      | b. 1948            | Indian art history | Director of the Courtauld Institute of Art since 2004. |
| Mary Hamilton Swindler             | American                     | 1884–1967          | Ancient classical painting | Archeologist, professor |
| Ann Temkin                         | American                     | b. 1959            | Curator | American painting and sculpture |
| Dorothy Burr Thompson              | American                     | 1900–2001          | | |
| Erica Tietze-Conrat                | Austrian, American           | 1883–1958          | Contemporary Viennese Art, Renaissance art, the Venetian school                                                                                             | Academic lecturer |
| Marjorie Tipping                   | Australian                   | 1917–2009          | | Historian |
| Virginia Tovar Martín              | Spanish                      | 1929–2013          | Architecture and urban planning of Madrid during the Baroque period                                                                                         | Spanish art historian, author, and professor |
| Jocelyn Toynbee                    | English                      | 1897–1985          | | |
| Rachida Triki                      | Tunisian                     | b. 1949            | North African art | Professor at Tunis University. |
| Marcia Tucker                      | American                     | 1940–2006          | | |
| Eleanor Tufts                      | American                     | 1927–1991          | American women artists, works by Luis Egidio Meléndez | Academic lecturer, writer |
| Georgiana Uhlyarik                 | Romanian                     | b. 1972            | Indigenous Canadian art, women artists | Fredrik S. Eaton Curator of Canadian Art at the Art Gallery of Ontario (AGO) |
| Rose Valland                       | French                       | 1898–1980          | | Commission for the Recovery of Works of Art (during WWII) |
| G. T. van Ysselsteyn               | Dutch                        | 1892–1975          | Dutch textile history | |
| Kapila Vatsyayan                   | Indian                       | 1928–2020          | Indian art | |
| Emily Vermeule                     | American                     | 1928–2001          | Ancient Greek art, Mycenaean culture | Classical scholar and archaeologist, professor at Harvard University. |
| Cecylia Vetulani                   | Polish                       | 1908–1980          | | |
| Anne Wagner                        | American                     | b. 1949            | Modern and contemporary art | Art historian, professor emerita |
| Renate Wagner-Rieger               | Austrian                     | 1921–1980          | Architecture, historicism | Academic lecturer |
| Judith Wechsler                    | American                     | b. 1940            | 19th century French art | Documentary filmmaker; professor emerita |
| Charlotte Weidler                  | German                       | 1895–1983          | German expressionism | Art dealer, curator, and she held a pivotal role in bringing major works of Germany to the United States; resulting restitution claims concerning the collections of Paul Westheim and Alfred Flechtheim.                    |
| Evelyn Welch                       | American                     | b. 1959            | Renaissance and early modern | Art historian, professor |
| Herta Wescher                      | German, French               | 1899–1971          | European modern art, abstract art and collage | Journalist, art critic |
| Edith Wharton                      | American                     | 1862–1937          | Architecture | Writer |
| Margaret Whinney                   | English                      | 1897–1975          | English art history | Academic lecturer |
| Zoé Whitley                        | American, English            | 1979               | Contemporary art, United Kingdom's Black Art movement, African diaspora                                                                                     | Curator, museum director |
| Diana Widmaier Picasso             | French                       | b. 1974            | Modern art, old master drawings | Curator, author, gallerist |
| Sylvia Williams                    | American                     | 1936–1996          | African art | Curator, museum director |
| Deborah Willis (artist)            | American                     | 1948               | African American and Black photographers | Curator, author, photographer, educator |
| Sarah Wilson                       | English                      |                    | Pierre Klossowski, Henri Matisse, Post-structuralism | Professor at Courtauld Institute, author |
| Juliet Wilson–Bareau               | English                      | b. 1935            | Francisco Goya, Édouard Manet | Art historian, scholar, professor at University of Oxford. |
| Rachel Wischnitzer                 | German                       | 1885–1989          | Jewish art | Architect, professor, author, art historian |
| Margot Wittkower                   | German, American             | 1902–1995          | Neo-Palladian Architecture, Italian Renaissance, Baroque | Writer, Interior Design |
| Joanna Woodall                     | English                      | b. 1956            | Portraiture, Netherlandish Art | |
| Mary Woodall                       | English                      | 1901–1988          | Thomas Gainsborough scholar | Museum director, curator |
| Frances Yates                      | English                      | 1899–1981          | Renaissance | |
| Stefania Zahorska                  | Polish                       | 1890–1961          | | Polish prosaist |
| Hilde Zaloscer                     | Austrian                     | 1903–1999          | Coptic Art | Art historian, professor at University of Alexandria and Carleton University Ottawa. |
| Marie-Cécile Zinsou                | French, Beninese             | b. 1982            | Contemporary art in Africa | President of Fondation Zinsou and in 2014 she found the Museum of Contemporary Art in Benin, the first museum of art in the country.                                                                                         |
| Rebecca Zorach                     | American                     | b. 1969            | Early modern European, contemporary | Art historian, professor |